# 令和6年台風第10号
令和6年台風第10号（れいわ6ねんたいふうだい10ごう）は、2024年8月に発生した台風である。国際名は「Shanshan」 （サンサン）で、これは香港が提案した名称であり、少女の名前を意味する。

## 概要

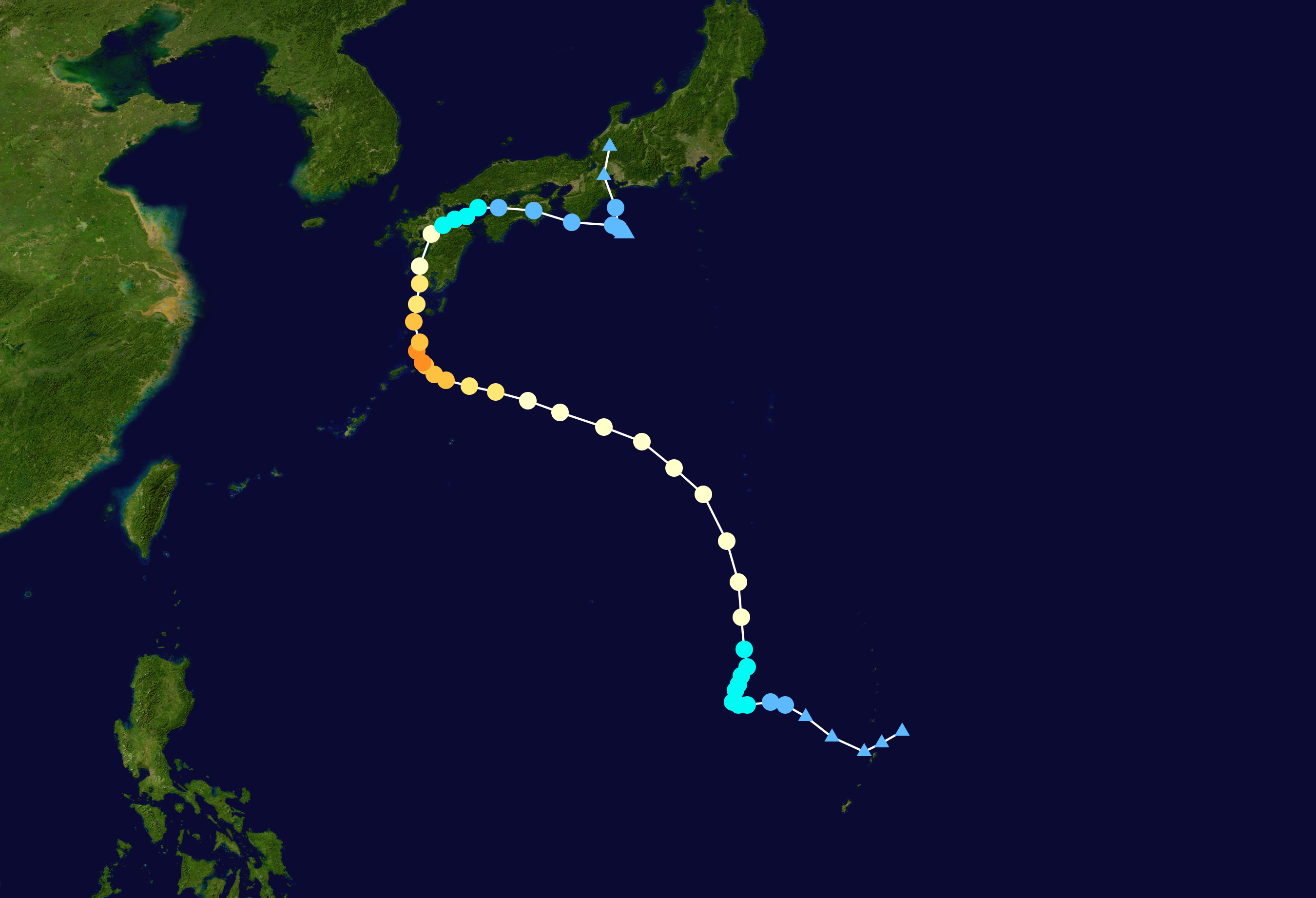
台風の進路図

台風10号は2024年8月22日13時に、マリアナ諸島付近で発生した台風である。
台風は23日3時に中心気圧985hPaとなり、暴風域を伴い始めた。その後しばらくは、台風の西側にあった寒冷渦と予想進路上に張り出した太平洋高気圧に影響され、予想より発達せず、進路が西偏した。
しかし、寒冷渦が消滅し奄美大島の東に達したところで急速に発達し、27日9時には中心気圧950hPa、中心付近の最大風速45m/sとなり、非常に強い勢力に発達した。気象庁は28日午前7時に「経験したことのないような暴風や記録的な大雨などが予想され、最大級の警戒が必要」として 台風を要因とする特別警報（暴風、波浪、高潮）を発表する可能性があるとした。
そして28日午後1時、気象庁は奄美地方を除く鹿児島県に暴風・波浪特別警報を発表した。台風を要因とする特別警報が九州地方に発表されるのは2022年の台風14号以来となる。午後4時20分には鹿児島県の一部地域に高潮特別警報を発表した。

九州に接近する台風10号

その後、29日8時ごろに鹿児島県薩摩川内市付近に非常に強い勢力で上陸し、枕崎市で51.1m/sの最大瞬間風速を観測した。台風が鹿児島県に上陸、そして非常に強い勢力で上陸するのは、2022年の台風14号以来2年ぶりとなった。その後、天草諸島・島原半島をかすめた後に方角を東に変えて九州中部を横断、国東半島から周防灘に抜けて瀬戸内海上を進み、愛媛県今治市に再上陸、四国を横断した。東進の際にも、日本の北方を吹く偏西風にうまく乗ることは出来ず、非常に遅いスピードで迷走を続けた。台風は九州横断直後から陸地の影響を受けて急速に勢力を落とし、9月1日正午、三重県の東海道沖で熱帯低気圧に変わった。台風から変わった熱帯低気圧は2日3時までに不明瞭となった。

## 被害
台風の接近に伴い、台風周辺の暖かく湿った空気が流れ込んだため大気の状態が非常に不安定となり、宮崎県、鳥取県、埼玉県及び岐阜県で竜巻などの激しい突風による被害が発生した。宮崎県宮崎市では多くの家屋に被害が発生した。
さらに、この台風では、動きの遅い台風や太平洋高気圧の縁を回る暖かく湿った空気の影響が続いたため、西日本から東日本の太平洋側、特に台風本体から遠く離れた関東地方南部から東海地方で記録的な大雨となり、複数の観測地点で72時間降水量の観測史上1位の値を更新し、8月27日から9月1日までの総雨量は、東海地方や九州南部で900ミリを超えるなど平年の8月の月降水量の2倍以上となった所があった。この影響で、河川が氾濫し住宅の浸水や道路の冠水など、各地で多くの被害が出た。
愛知県蒲郡市で起きた土砂崩れでは、30代から70代の男女3人が死亡し、2人がけがをした。
鹿児島市では、小型の船に乗っていた男性が海に転落し死亡した。
また、徳島県板野郡上板町では住宅の2階の屋根が崩れ、80代の男性が巻き込まれて死亡した。
福岡県築上郡築上町では、川の様子を見に行った80代の男性の行方がわからなくなり、その後、川の下流で遺体で見つかった。
宮崎市では、突風が発生するなどして、九州全体で100人以上が怪我をした。また、山口県や神奈川県などでもけが人が相次いだ。

### 鉄道

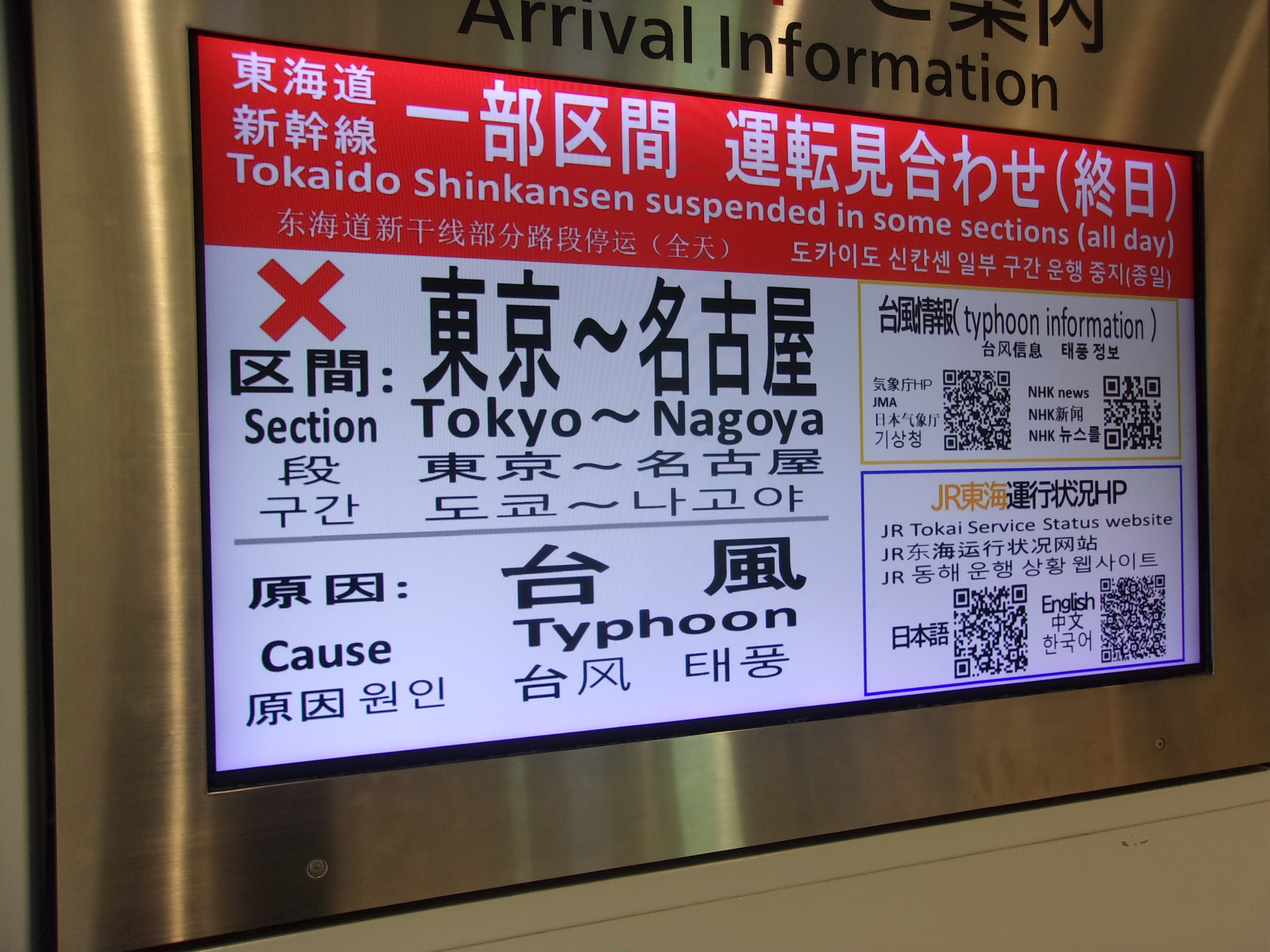
2024年台風10号による東海道新幹線への影響

JR九州は、九州新幹線は28日夜から熊本駅・鹿児島中央駅の間で運転を見合わせた。また、同区間は29日も始発から終日運転を見合わせるほか、博多駅から熊本駅の間は始発から本数を減らして運転し、29日午前8時ごろからは終日運転を見合わせるほか、山陽新幹線との直通運転は行わないとした。
山陽新幹線は29日午後9時以降、30日の午前中にかけて博多から広島駅間で計画運休を実施した。また、31日は、始発列車から本数を減らして運転した。
東海道新幹線は、29日、東京駅と新大阪駅の間の全線で運転を取りやめたが、名古屋駅と新大阪駅の間で30日午前10時ごろに運転を再開した。また、三島駅から名古屋駅間で8月30日と8月31日の午前は運転を取り止めたが、1日に全線で運転を再開した。3日連続の計画運休は東海道新幹線としては過去最長。
西九州新幹線も29日の始発から終日運転を見合わせ、30日も始発から運転を見合わせた。
北陸新幹線は、大雨による東海道新幹線の運転見合わせの影響で、北陸新幹線の利用客が増えていることから、30日午後、東京駅と敦賀駅の間で臨時列車を運転すると発表した。

### 航空
航空各社では、29日の国内線は271便が欠航し、およそ1万4700人に影響が出た。
30日も日本航空と全日本空輸など国内6社だけで国内線と国際線合わせて738便の欠航が決定し、約7万3500人以上に影響が出た。
さらに31日には国内線を中心に50便の欠航が出ている。

### 高速道路
西日本高速道路（NEXCO西日本）は、29日から9月1日にかけて、南九州自動車道、九州自動車道、東九州自動車道、大分自動車道、中国自動車道、山陽自動車道の一部区間が通行止めとなった。
中日本高速道路（NEXCO中日本）は、29日から31日かけて、東名高速道路と新東名高速道路、中央自動車道、首都圏中央連絡自動車道、小田原厚木道路のいずれも一部の区間が通行止めになった。

### その他の被害
鹿児島県の屋久島では、樹齢3000年といわれる白谷雲水峡の「弥生杉」が倒れるなどの被害が出ている。
日本郵便は、西日本を発着する郵便物やゆうパックの配達に遅れなどが出た。
携帯各社は、8月28日から9月1日にかけて、九州地方の一部の地域でつながらなかったり、つながりにくくなったりする影響が出た。
主なスポーツイベントでは、セントラル・リーグが8月30日開催予定の3試合を中止にした。また、サッカーJリーグが大阪ダービーなどを含む、8月31日開催予定のJ1・J2合わせて5試合が中止（延期）となった。また、SUPER GTは、鈴鹿サーキットで行う予定だったSUPER GT第5戦『SUZUKA GT 350km RACE』の開催中止を決定した。代替日程は12月7日・8日に組まれたが、同日はモビリティリゾートもてぎでスーパーフォーミュラ・ライツ選手権も予定されていた為、後日スーパーフォーミュラ・ライツ選手権の開催を1週間早める形で解決となった。
テレビ番組でも8月31日から9月1日にかけて行われる予定だった生放送の大型チャリティー番組である『24時間テレビ47 愛は地球を救うのか?』（日本テレビ制作）にも影響を及ぼし、お笑いタレントのやす子が出演したチャリティーマラソン企画では当初予定されていた市民ランナーと走る企画は中止となり、初日は横浜市の日産スタジアム場内を周回する形式に変更となった。また、系列局の中京テレビや読売テレビなどでも一部イベントの中止や企画変更を余儀なくされた。
群馬県安中市（碓氷峠）にある、国道18号旧道のカーブ95付近では土砂崩れが発生し、一時は全面（後に熊ノ平駐車場から長野県境まで）通行止めとなった。また、土砂は廃線となった信越本線の熊ノ平駅 - 軽井沢駅間も巻き込まれており、土砂の一部は熊ノ平駅の場内にまで流れ込んでいる。

## 備考
- イベント・アトリビューション研究で、人為的気候変動により、産業革命前と比較して令和6年台風第10号のような台風が上陸する可能性が36%高まったことが示されている[57]。また、日本の被害総額の54%は人為的気候変動に帰属され、世界平均気温が2℃上昇すると経済的損害がさらに68%増加するという[57]。